# Veldória
Veldória (en rus: Велдоръя) és un poble (un possiólok) de la República de Komi, a Rússia, segons el cens del 2010 tenia 118 habitants.